# 明淡高速船

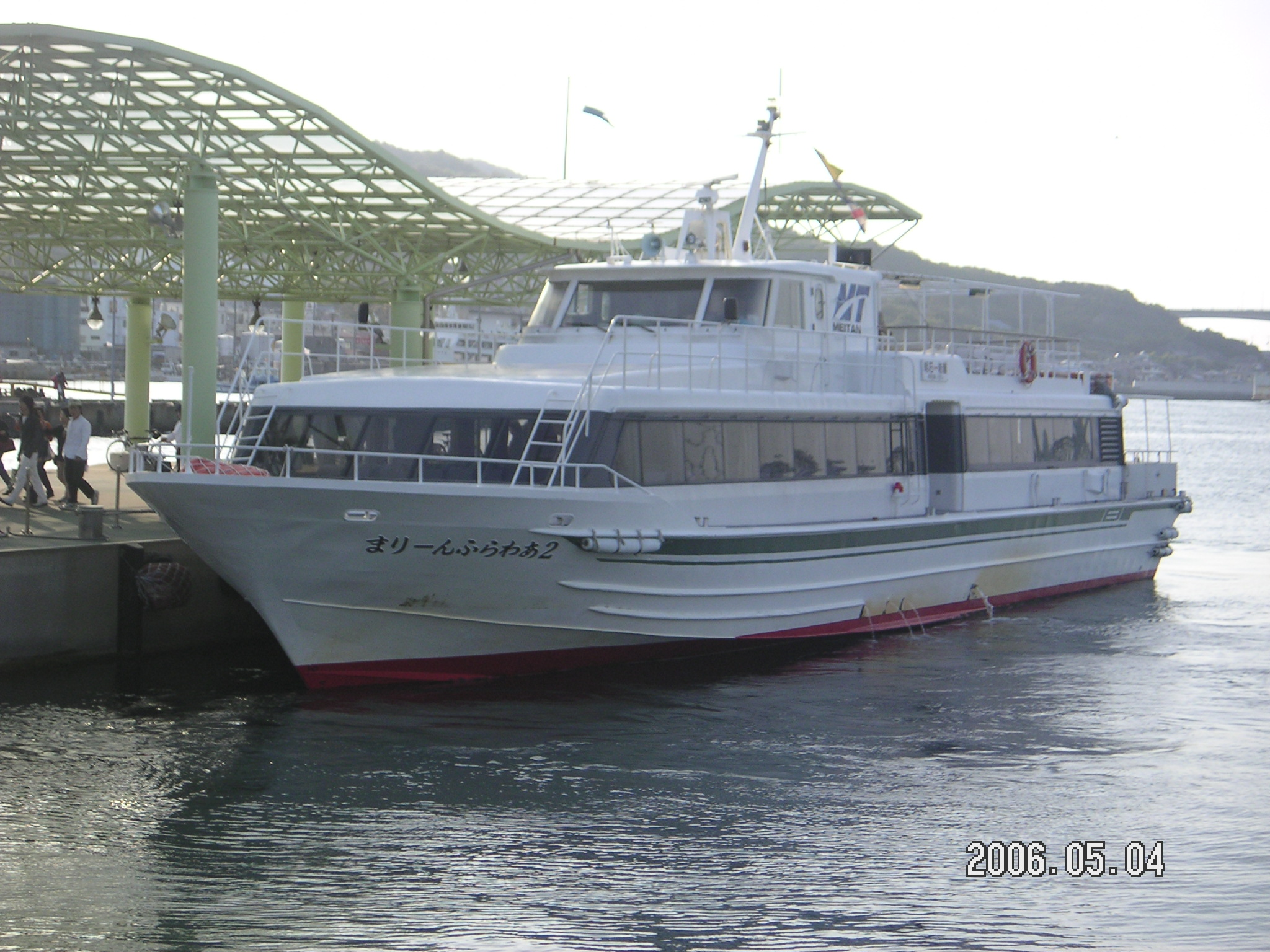
まりーんふらわあ2

明淡高速船（めいたんこうそくせん）は、かつて存在した海運会社。明石港・岩屋港（淡路島）間に高速旅客船を運航していた。
当時の本社所在地は、兵庫県淡路市岩屋。かつての関西汽船連結子会社。

## 概要
明淡航路を運航する播淡聯絡汽船・淡路連絡汽船の両社は、明石海峡大橋開通以前から共同運航を行っていたが、開通後の2001年4月に旅客船部門を統合して、新会社明淡高速船を設立、従前の両社は持ち株会社となった。
しかし、架橋による旅客の減少や、並行する明石淡路フェリー（通称：たこフェリー）が徒歩乗客の獲得に乗り出したこと（従来は深夜の便を除いて、旅客のみの乗船を認めていなかった）などから経営が悪化した。

## 沿革
- 2001年（平成13年）4月1日 - 播淡聯絡汽船・淡路連絡汽船の旅客船部門を統合して設立、3隻体制で1日45往復を運航[1]。
- 2006年（平成18年）4月27日 - 債務超過、燃料油の高騰を理由として同年5月29日以降の運航を休止すると発表。
- 2006年（平成18年）5月19日 - 同年12月末までの運航継続を表明。
- 2006年（平成18年）11月30日 - 航路を淡路ジェノバラインに引継ぐことと、会社清算を発表。
- 2007年（平成19年）1月1日 - 航路を淡路ジェノバラインに引継ぎ、清算会社となる。
- 2007年（平成19年）6月13日 - 清算結了。[2]

## 航路廃止当時の状況

### 明石港旅客ターミナル
建物の天井が十字に切込みがあり、正午になると床に一直線の光のラインができる。
- 設計：岸和郎（第2回明石市都市景観賞受賞作品 - 2004年）
- JR西日本明石駅・山陽電気鉄道山陽明石駅までの所要時間：徒歩で約7分（信号待ちの時間を除く）

### 連絡運輸
明石港
淡路交通連絡乗車船券（岩屋バス停で連絡）を発売。
岩屋港
JR西日本連絡乗車船券（明石駅で連絡）を発売。

### 船舶

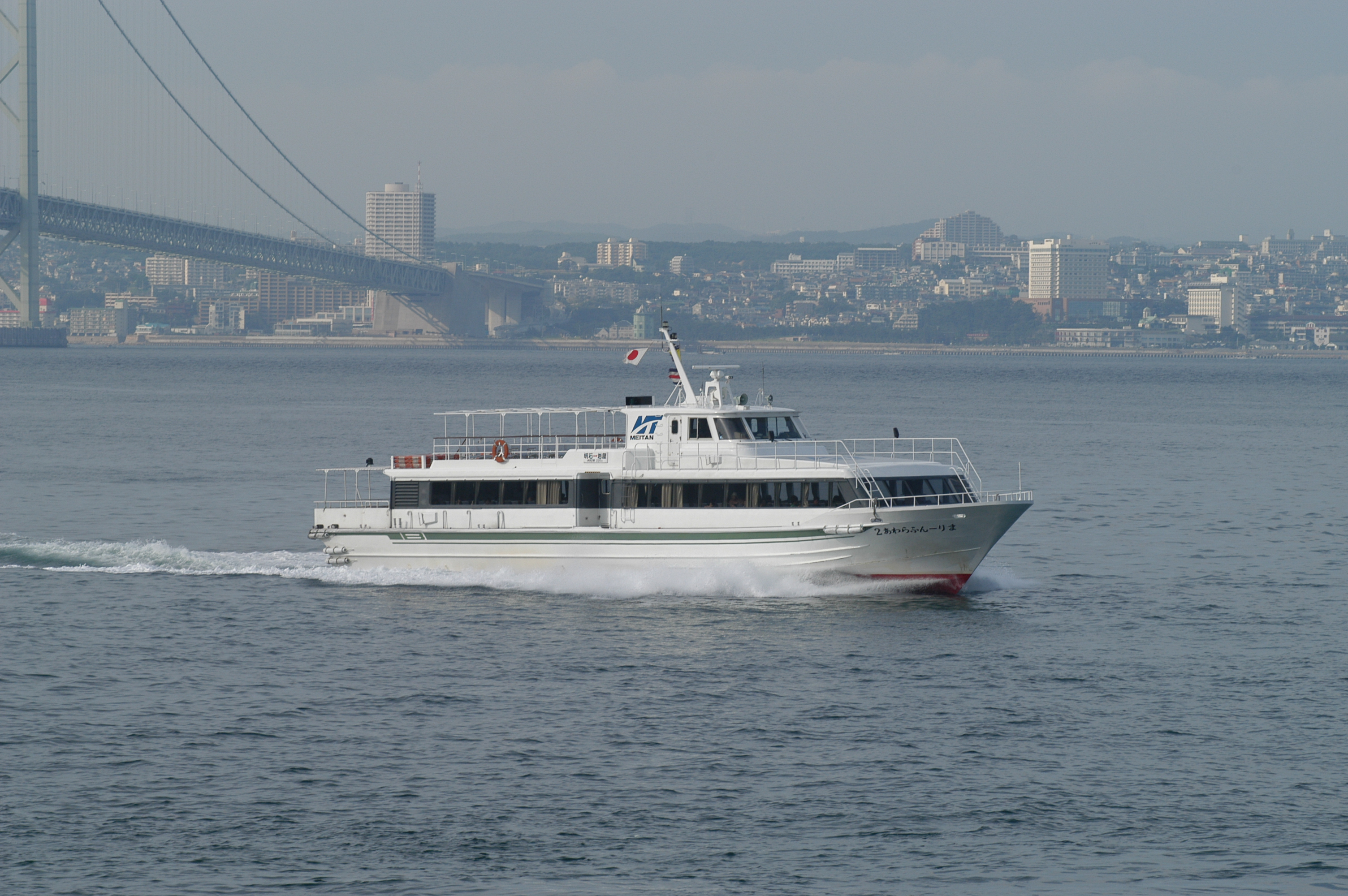
まりーんふらわあ2
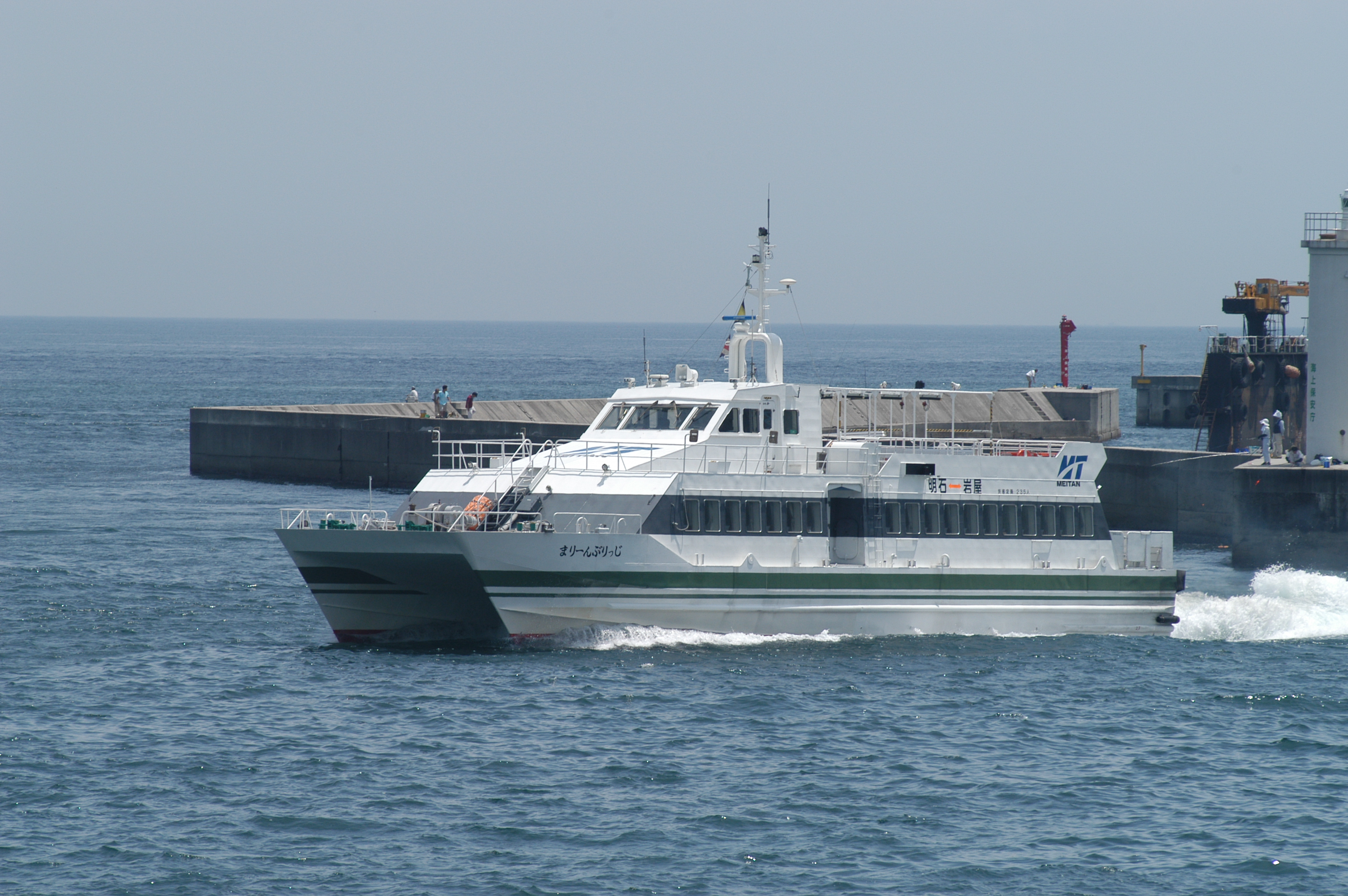
まりーんぶりっじ
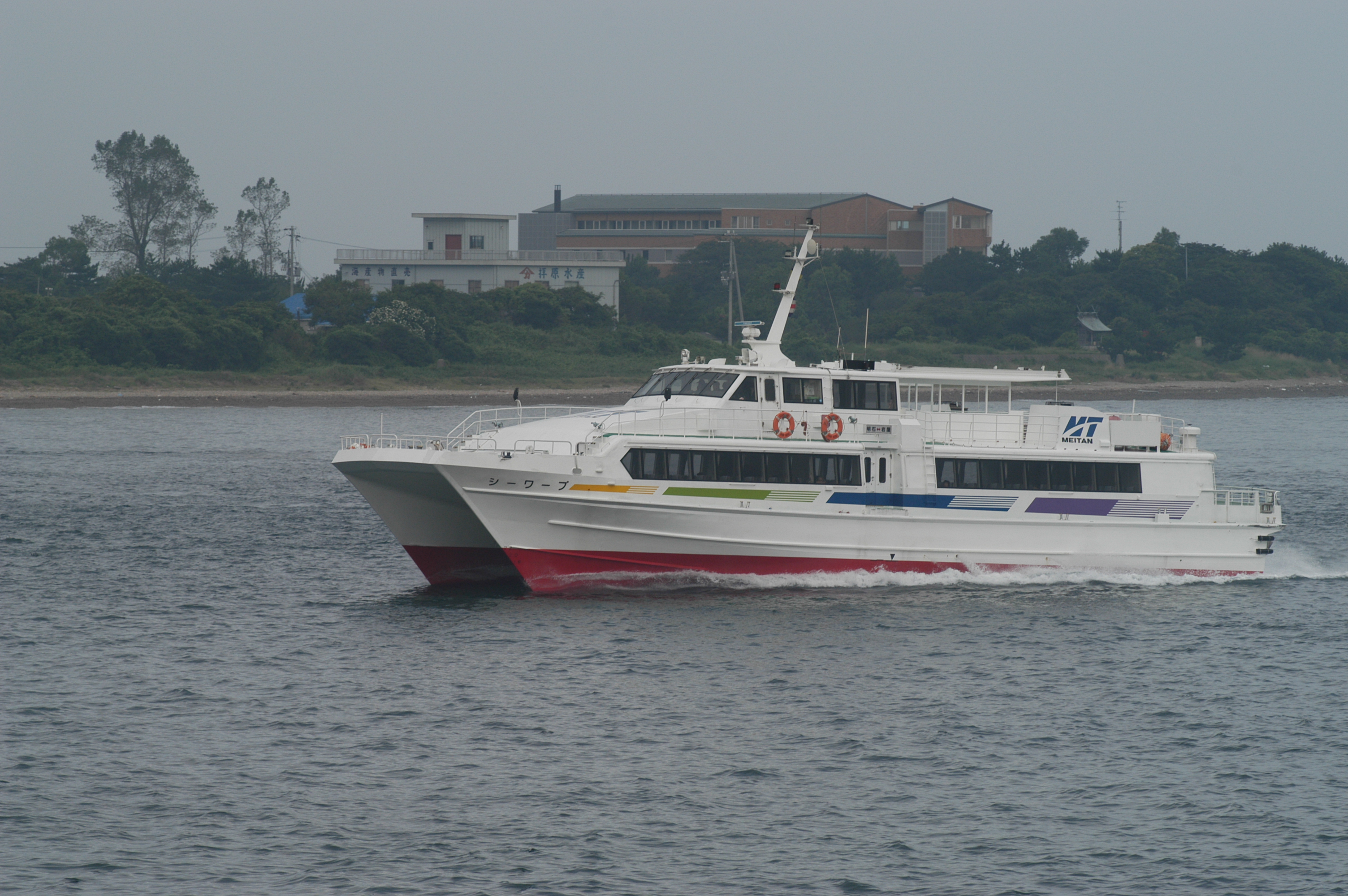
シーワープ
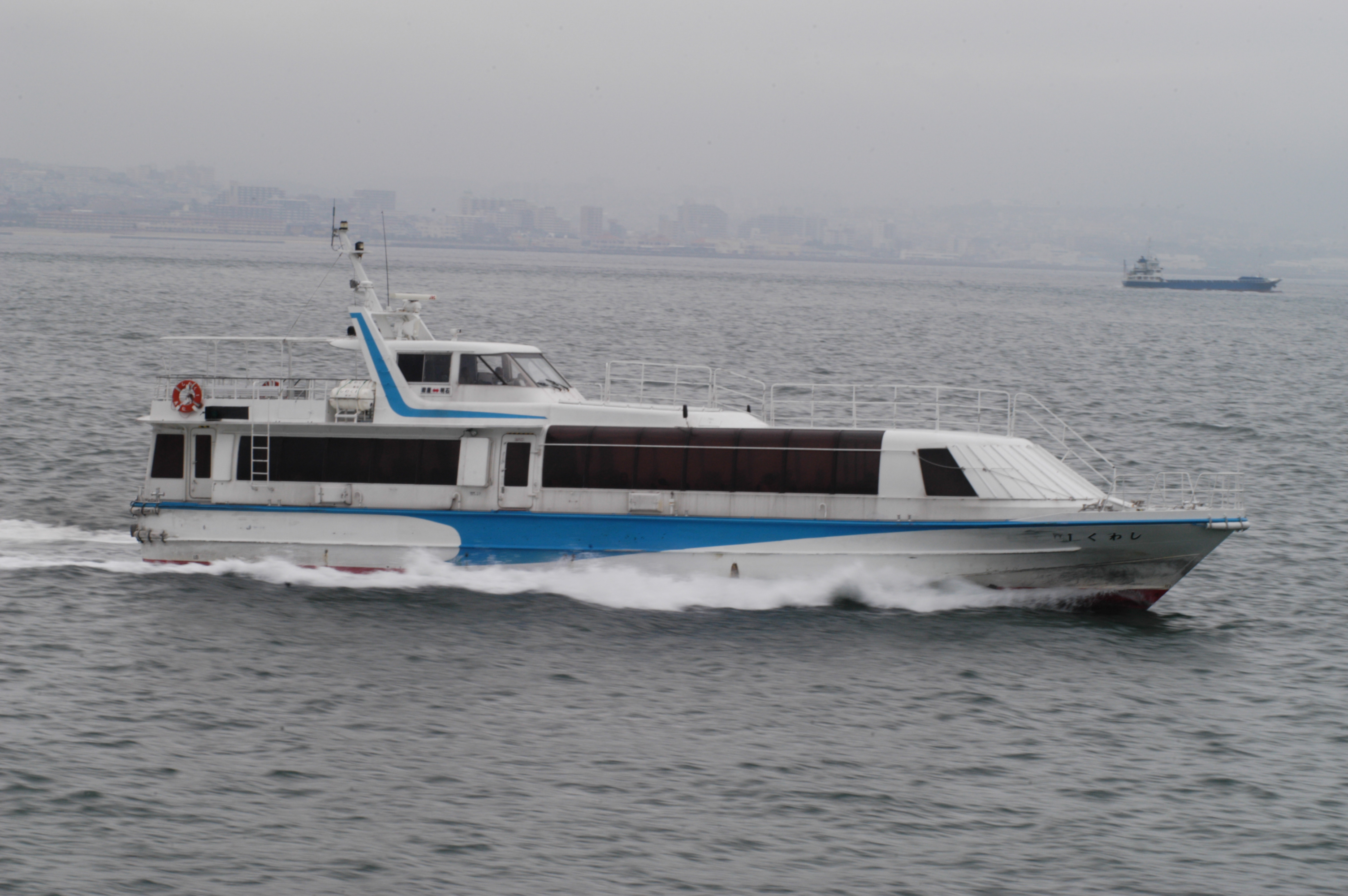
しわく1
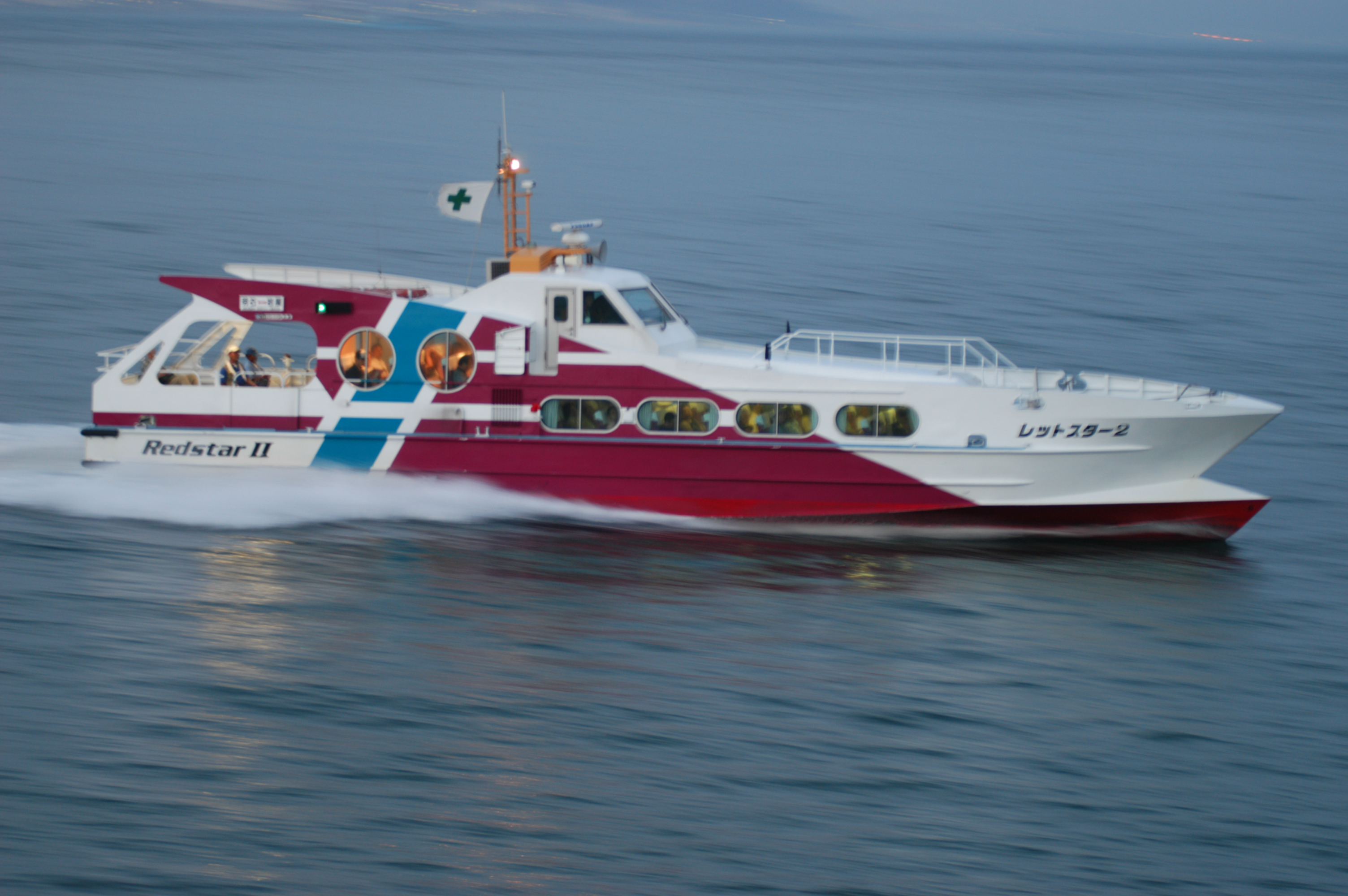
レットスター2

1992年4月竣工、瀬戸内クラフト建造。播淡聯絡汽船より継承。
104総トン、全長31.40m、型幅6.50m、型深さ2.60m、ディーゼル2基、機関出力2,200ps、航海速力24.0ノット、旅客定員235名
淡路ジェノバラインに継承。
- まりーんぶりっじ[3]

1995年3月竣工、三井造船玉野事業所建造。播淡聯絡汽船より継承。2004年引退。
136総トン、全長31.10m、型幅8.30m、型深さ3.15m、ディーゼル2基、機関出力3,600ps、航海速力24.00ノット、旅客定員235名
- シーワープ[3]

1995年4月竣工、三保造船所建造。淡路連絡汽船より継承。2004年セラヴィ観光汽船に売船。
134総トン、全長31.20m、型幅8.30m、型深さ2.70m、ディーゼル2基、機関出力3,600ps、航海速力28.00ノット、旅客定員204名
- しわく1[4]

1988年1月竣工、瀬戸内クラフト建造。もと小豆島急行フェリー、明淡高速船時代に就航。のち売却。
70総トン、登録長25.81m、型幅5.20m、型深さ2.42m、ディーゼル2基、機関出力2,000ps
- レットスター2

明淡高速船時代に就航。
19総トン、淡路ジェノバラインに継承。
- まりーんふらわあ2
- まりーんぶりっじ
- シーワープ
- しわく1
- レットスター2

## 位置情報
- 明石側乗り場 北緯34度38分36.63秒 東経134度59分32.45秒 / 北緯34.6435083度 東経134.9923472度
- 岩屋側乗り場 北緯34度35分26.89秒 東経135度1分12.03秒 / 北緯34.5908028度 東経135.0200083度